# Phymaturus desuetus
Phymaturus desuetus — вид ігуаноподібних ящірок родини Liolaemidae. Ендемік Аргентини.

## Поширення і екологія
Phymaturus desuetus відомі з типової місцевості, розташованої в околицях міста Інхеньєро-Якобаччі в департаменті 25 травня в провінції Ріо-Негро. Вони живуть серед скель, на висоті 880 м над рівнем моря. Живляться рослинністю, є живородними.